# Exarchat orthodoxe de Hongrie du Patriarcat œcuménique de Constantinople
L'Exarchat orthodoxe de Hongrie du Patriarcat œcuménique de Constantinople (en hongrois : Konstantinápolyi Egyetemes Patriarchátus - Magyarországi Ortodox Exarchátus) est une juridiction du Patriarcat œcuménique de Constantinople en Hongrie. Elle est rattachée à la Métropole orthodoxe grecque d'Autriche et de Hongrie.